# Piel de otoño
Piel de otoño, est une telenovela mexicaine diffusée en 2005 par Televisa.

## Distribution
- Laura Flores : Lucía Villarreal de Mendoza
- René Strickler : Santiago Mestre
- Sergio Goyri : Ramón Mendoza
- Raquel Olmedo : Triana Gallasteguí
- Sabine Moussier : Rebeca Franco
- Gerardo Murguía : Gustavo Hellman
- María Marcela : Rosario Ruiz
- Manuel Landeta : Víctor Guitiérrez
- Alejandro Ávila : Bruno Dordelli
- Lourdes Reyes : Claudia Lambarí
- Agustín Arana : Pablo Castañeda
- Yolanda Ventura : Mayte
- Andrea Torre : Gabriela Gutiérrez
- Jorge De Silva : Eduardo Gutiérrez
- Florencia de Saracho : Liliana Mendoza
- Franco Gala : Miguel Ángel Mendoza
- Arancha Gómez : Nora Berumen
- Luis Xavier : Jordi
- Marco Munoz : Lic. Alberto Diaz
- Archie Lanfranco : Dr. Silva
- Lisardo : Julio Alberto
- Mónica Garza : Carmina Rubio
- Susy-Lu : Alexa Riveroll
- Carlos de la Mota : Diego
- Paola Ochoa : Conchita
- Joana Brito : Jovita
- Roberto Sen : Julián
- Sergio Jurado : Padre René Ruiz
- Yousi Díaz : Cristina
- Luis Bayardo : Rodrigo
- Francisco Avendano : Luis
- Jorge Ortin : Rafael
- Ramon Menendez : Martin
- Ricardo Margaleff : Edson
- Luis Hacha : Iñaki
- Antonio Escobar
- Rosángela Balbo : Elvira
- Roberto Miguel : Octavio Escalante
- Claudia Platt
- Abraham Stavans : Arcadio
- Jorge Peralta
- Mirta Renee
- Fernando Carrera : Jorge Poncela
- Claudia Troyo
- Osvaldo Benavides : Damian
- Enrique Hidalgo
- Horacio Castelo
- Héctor del Puerto : Guillermo
- Maru Dueñas
- Javier Ruan
- Benito Ruiz
- Arturo Lorca

## Autres versions
- Cicatrices del alma, dirigée par Alfredo Gurrola, produit par Eugenio Cobo pour Televisa; avec Norma Herrera, Germán Robles et Gregorio Casal.